# Stazione di Nishi-Kasai
La Stazione di Nishi-Kasai (西葛西駅?, Nishi-Kasai-eki) è una stazione della Metropolitana di Tokyo e si trova nel quartiere di Edogawa. Essa serve la linea Tōzai della Tokyo Metro.